# Max Fleischer
Max Fleischer (n. 19 iulie 1883 - d. 11 septembrie 1972) a fost un animator, inventator, regizor de film și producător american. Fleischer a fost un pionier al dezvoltării desenelor animate și a servit ca director al Fleischer Studios. A creat personaje precum Popeye, Superman și Betty Boop și a fost responsabil pentru o serie de inovații tehnologice.

## Tinerețea
Născut într-o familie de evrei din Cracovia, la acea vreme parte a Austro-Ungariei, Max Fleischer a fost al doilea din cei șase copii ai croitorului austriac William Fleischer. Familia sa a emigrat în Statele Unite în 1887 și s-au stabilit în New York City unde Max a fost la școală; în primii săi ani în New York a locuit în Brownsville și Brooklyn. A studiat la Evening High School, a fost inițial în arta comercială la Cooper Union și a studiat la The Mechanics and Tradesman's School. Când era adolescent a lucrat la revista The Brooklyn Daily Eagle la livrări și ulterior a devenit un caricaturist. În această perioadă l-a cunoscut pe caricaturistul și animatorul John Randolph Bray. S-a căsătorit cu iubita sa din copilărie pe 25 noiembrie 1905. La puțin timp după aceea a acceptat un post de ilustrator la o companie de cataloage din Boston. A revenit în New York ca editor artistic pentru revista Popular Science în 1912.

## Rotoscopia
Fleischer a dezvoltat un concept menit să simplifice procesul de animație prin transformarea unei scene filmate în desen animat. Patentul său pentru rotoscopie a fost acordat în 1915 deși Max și fratele său David au folosit această tehnică încă din 1914. Această tehnică a fost utilizată extensiv în seria Out of the Inkwell pentru primii cinci ani, serie care a început în 1919 cu Clovnul Koko și câinele Fitz.

## Studiourile Fleischer
Fleischer a produs seria sa Out of the Inkwell pentru studiourile Bray până în 1921 când el și frații săi mai mici David și Lou au înființat Fleischer Studios (inițial "Out of the Inkwell Films") pentru a produce desene animate și scurt metraje; Max a fost trecut ca producător în fiecare desen animat. Koko și Fitz au rămas protagoniștii seriei Inkwell, care a fost redenumită Inkwell Imps în 1927. Frații Fleischer au intrat în parteneriat și cu Lee DeForest, Edwin Miles Fadiman și Hugo Riesenfeld pentru a forma Red Seal Pictures Corporation și care deținea 36 de cinematografe pe Coasta de Est.
Fleischer a inventat tehnica de "urmărește mingea țopăitoare" pentru seria animată Song Car-Tunes din 1924. După câteva filme cu sunet nesincronizat (doar muzică și efecte sonore) Fleischer a adăugat sunet sincronizat începând cu episodul My Old Kentucky Home (lansat pe 13 aprilie 1926). Seria Song Car-Tunes a durat până în 1927, cu câteva luni înainte de începutul erei sonore. Acest lucru s-a întâmplat înainte de episodul Steamboat Willie al lui Walt Disney (1928) care este adesea clasificat eronat ca fiind primul scurt metraj de animație care să folosească sunet sincronizat. La sfârșitul anului 1926 Red Seal Pictures a intrat în faliment iar seria Song Car-Tunes a intrat în faliment. 
În 1923 Fleischer a realizat două producții educative de 20 de minute care explicau Teoria relativității a lui Albert Einstein și Teoria evoluționistă a lui Charles Darwin. Ambele utilizează combinații de desene animate cu scene filmate.
La începutul erei sonore Fleischer a produs numeroase filme animate avansate și sofisticate. Câteva dintre aceste filme conțineau coloane sonore cu interpreți celebri de jazz cum ar fi Louis Armstrong realizate prin tehnica rotoscopiei. Utilizarea lui Fleischer de personaje de culoare era adesea considerată stereotipică și denigratoare.

## Legături externe
- Max Fleischer la Internet Movie Database
- Max Fleischer la Find a Grave